# Championnats du monde de tir à l'arc 1975
Navigation
Édition précédente Édition suivante
Les championnats du monde de tir à l'arc 1975 sont une compétition sportive de tir à l'arc organisée en 1975 à Interlaken, en Suisse. Il s'agit de la 28e édition des championnats du monde de tir à l'arc.